# 김해지혜의바다
김해지혜의바다는 경상남도 김해시 주촌면에 있는 도서관이다.

## 현역
- 2019년 3월 구) 주촌초등학교 이전
- 2019년 12월 준공
- 2019년 12윌 11일 지혜의바다 개관
- 2020년 9월 1일 경상남도교육청 김해지혜의바다도서관으로 명칭 변경(조례 제4836호)

## 시설

### 바다동
| 구분   | 구분 | 공간명            | 공간 소개                                  |
| 바다동 | 1층  | ABsea             | 영어 주제 독서 ‧ 체험 공간                 |
| 바다동 | 1층  | 나눔방            | 라운드 벤치 공간으로 소통형 프로그램 운영  |
| 바다동 | 1층  | 공룡방            | 공룡 테마 과학 책놀이 공간                 |
| 바다동 | 1층  | 등대방            | 등대모양 다락형 자유 독서 공간             |
| 바다동 | 1층  | 동화방            | 동화의 세계를 체험하는 프로그램 공간       |
| 바다동 | 1층  | 별빛마루·달빛마루 | 계단식 자유 독서 공간으로 강연 · 공연 운영 |
| 바다동 | 2층  | 디지털존          | 정보통신기술 관련 도서가 비치된 공간       |
| 바다동 | 2층  | 꿈다락방          | 벌집 모양 다락형 독서 공간                 |
| 바다동 | 2층  | 책마루            | 편안하게 독서하는 공간                     |
| 바다동 | 2층  | 웹툰존            | 만화를 즐기는 Fun한 공간                   |
| 바다동 | 2층  | 문학의방          | 세계 문학을 향유하는 반개방형 독서 공간    |
| 바다동 | 2층  | 지혜마루          | 오픈형 강연 · 문화 공연 공간               |
| 바다동 | 2층  | 항해테이블        | 30명이 함께하는 배모양 독서 테이블         |
| 바다동 | 3층  | 리딩⁺존           | 테라스형 몰입 독서 공간                    |

### 지혜동
| 구분   | 구분 | 공간명          | 공간 소개                                   |
| 지혜동 | 1층  | 더채움방1       | 평생학습프로그램 운영                       |
| 지혜동 | 1층  | 아이디어 팩토리 | 창의적인 아이디어를 실현하는 메이커스페이스 |
| 지혜동 | 1층  | 더채움방2       | 평생학습프로그램 운영                       |
| 지혜동 | 1층  | 동아리방        | 독서동아리 · 학습동아리 활동 공간           |
| 지혜동 | 1층  | 기업사랑방      | 김해 지역 중소기업 제품 전시 및 홍보 공간   |
| 지혜동 | 1층  | 카페테리아      | 음료와 힐링, 휴식이 함께하는 공간           |
| 지혜동 | 2층  | 지혜갤러리      | 다양한 예술 작품 전시                       |

### 야외 공간
| 구분     | 공간명       | 공간소개                 |
| -------- | ------------ | ------------------------ |
| 야외공간 | 독서데크마당 | 가족 놀이터              |
| 야외공간 | 잔디마당     | 야외 공연 및 버스킹 운영 |

## 이용시간
| 구분   | 구분 | 층별 공간                                                 | 이용 시간                             |
| ------ | ---- | --------------------------------------------------------- | ------------------------------------- |
| 바다동 | 1층  | ABsea, 공룡방, 나눔방, 동화방, 등대방, 달빛마루, 별빛마루 | 09:00 ~ 18:00                         |
| 바다동 | 2층  | 꿈다락방, 문학의방, 웹툰존, 지혜마루, 책마루, 항해테이블  | 평일 09:00 ~ 21:00 주말 09:00 ~ 18:00 |
| 바다동 | 3층  | 리딩⁺존                                                   | 평일 09:00 ~ 21:00 주말 09:00 ~ 18:00 |
| 지혜동 | 1층  | 아이디어팩토리                                            | 프로그램 운영시 개방                  |
| 지혜동 | 1층  | 더채움방1, 더채움방2, 동아리방                            | 프로그램 운영시 개방                  |
| 지혜동 | 1층  | 기업사랑방                                                | 09:00 ~ 18:00                         |
| 지혜동 | 1층  | 카페테리아                                                | 10:00 ~ 18:00                         |
| 지혜동 | 2층  | 지혜갤러리                                                | 평일 09:00 ~ 21:00 주말 09:00 ~ 18:00 |